# بخش آکاس
منطقه اکاس (به اسپانیایی: Acas District) یک سکونتگاه مسکونی در پرو است که در ناحیه انکاش واقع شده‌است.

## خصوصیات
منطقه اکاس ۲۵۲٫۴۸ کیلومترمربع مساحت و ۴۲۴ نفر جمعیت دارد و ۳٬۶۸۹ متر بالاتر از سطح دریا واقع شده‌است.